# Rezoluția 1253 a Consiliului de Securitate al ONU
Rezoluția 1253 a Consiliului de Securitate al Organizației Națiunilor Unite, adoptată fără vot la 28 iulie 1999, după examinarea cererii de aderare a Regatului Tonga și cercetarea raportului întocmit de Comitetul pentru admiterea de noi membri, a recomandat Adunării Generale admiterea Tongăi ca stat membru al Organizației Națiunilor Unite.

## Efect
Adunarea Generală a admis Regatul Tonga ca stat membru al Organizației Națiunilor Unite la 14 septembrie 1999.